# 卡尔·施密特-罗特卢夫
卡尔·施密特-罗特卢夫（德語：Chemnitz-Rottluff；1884年12月1日—1976年8月10日），德国表现主义画家、版画家，与恩斯特·路德维希·基希纳、埃里希·黑克尔一同为德国艺术团体桥社的创始人。